# 51-Eck
Das 51-Eck oder Pentakontahenagon ist eine geometrische Figur und ein Vieleck (Polygon). Es ist bestimmt durch einundfünfzig Punkte und deren einundfünfzig Verbindungen namens Strecken, Seiten oder Kanten.
Das – im Folgenden ausschließlich beschriebene – regelmäßige 51-Eck ist ein nicht überschlagenes Polygon mit 51 gleich langen Seiten auf einem gemeinsamen Umkreis. Es ist nach Carl Friedrich Gauß und Pierre-Laurent Wantzel ein konstruierbares Polygon, da die Anzahl seiner Seiten als Produkt einer Zweierpotenz mit paarweise voneinander verschiedenen Fermatschen Primzahlen ({\displaystyle 51=2^{0}\cdot 3\cdot 17}) darstellbar ist.
Dieser Artikel behandelt im Folgenden das regelmäßige 51-Eck.

## Größen
| Größen eines regelmäßigen 51-Ecks | Größen eines regelmäßigen 51-Ecks | Größen eines regelmäßigen 51-Ecks |
| --------------------------------- | --- | --------------------------------- |
| Innenwinkel                       | {\displaystyle {\begin{aligned}\alpha &={\frac {n-2}{n}}\cdot 180^{\circ }={\frac {49}{51}}\cdot 180^{\circ }\\\alpha &\approx 172{,}941176^{\circ }\end{aligned}}}                                 |                                   |
| Zentriwinkel (Mittelpunktswinkel) | {\displaystyle {\begin{aligned}\mu &={\frac {360^{\circ }}{51}}\\\mu &\approx 7{,}058823^{\circ }\end{aligned}}}                                                                                    |                                   |
| Seitenlänge                       | {\displaystyle {\begin{aligned}a&=R\cdot 2\cdot \sin \left({\frac {180^{\circ }}{51}}\right)\\a&\approx 0{,}1231218\cdot R\end{aligned}}}                                                           |                                   |
| Umkreisradius                     | {\displaystyle {\begin{aligned}R&={\frac {a}{2\cdot \sin \left({\frac {180^{\circ }}{51}}\right)}}\\R&\approx {\frac {a}{0{,}123121}}\end{aligned}}}                                                |                                   |
| Inkreisradius                     | {\displaystyle {\begin{aligned}r&=R\cdot \cos \left({\frac {180^{\circ }}{51}}\right)\\r&\approx 0{,}998103\cdot R\end{aligned}}}                                                                   |                                   |
| Höhe                              | {\displaystyle {\begin{aligned}h&=R+r=R\cdot \left(1+\cos \left({\frac {180^{\circ }}{51}}\right)\right)\\h&\approx 1{,}998103\cdot R\end{aligned}}}                                                |                                   |
| Flächeninhalt                     | {\displaystyle {\begin{aligned}A&=51\cdot R^{2}\cdot \sin \left({\frac {180^{\circ }}{51}}\right)\cdot \cos \left({\frac {180^{\circ }}{51}}\right)\\A&\approx 3{,}133651\cdot R^{2}\end{aligned}}} |                                   |

## Innenwinkel
Der Innenwinkel {\displaystyle \alpha } wird von zwei benachbarten Seitenkanten eingeschlossen. In der allgemeinen Formel für regelmäßige Polygone steht die Variable {\displaystyle n} für die Anzahl der Eckpunkte des Polygons. In diesem Fall ist für die Variable die Zahl {\displaystyle 51} einzusetzen.
{\displaystyle \alpha ={\frac {n-2}{n}}\cdot 180^{\circ }={\frac {51-2}{51}}\cdot 180^{\circ }={\frac {49}{51}}\cdot 180^{\circ }\approx 172{,}941176^{\circ }}

## Zentriwinkel
Der Zentriwinkel oder Mittelpunktswinkel {\displaystyle \mu } wird von zwei benachbarten Umkreisradien {\displaystyle R} eingeschlossen. In der allgemeinen Formel ist für die Variable {\displaystyle n} die Zahl {\displaystyle 51} einzusetzen.
{\displaystyle \mu ={\frac {360^{\circ }}{n}}={\frac {360^{\circ }}{51}}\approx 7{,}058823^{\circ }}

## Seitenlänge und Umkreisradius
Das 51-Eck ist in einundfünfzig gleichschenklige Dreiecke sogenannte Teildreiecke teilbar. Aus der Hälfte eines solchen Teildreiecks, sprich aus einem rechtwinkligen Dreieck mit der Kathete (halbe Seitenlänge) {\displaystyle {\frac {a}{2}}}, der Hypotenuse (Umkreisradius) {\displaystyle R} und dem halben Zentriwinkel {\displaystyle {\frac {\mu }{2}}} erhält man mithilfe der Trigonometrie im rechtwinkligen Dreieck die Seitenlänge {\displaystyle a} wie folgt
{\displaystyle {\begin{aligned}a&=R\cdot 2\cdot \sin \left({\frac {\mu }{2}}\right)\\&=R\cdot 2\cdot \sin \left({\frac {180^{\circ }}{51}}\right)\\a&\approx 0{,}1231218\cdot R,\end{aligned}}}
durch Umformen erhält man den Umkreisradius {\displaystyle R}
{\displaystyle {\begin{aligned}R&={\frac {a}{2\cdot \sin \left({\frac {180^{\circ }}{51}}\right)}}\\R&\approx {\frac {a}{0{,}1231218}}\end{aligned}}}

## Inkreisradius
Der Inkreisradius {\displaystyle r} ist die Höhe eines Teildreiecks, senkrecht zur Seitenlänge {\displaystyle a} des 51-Ecks. Wird zur Berechnung wieder das gleiche rechtwinklige Dreieck wie bei der Seitenlänge verwendet, gilt für den Inkreisradius {\displaystyle r}
{\displaystyle {\begin{aligned}r&=R\cdot \cos \left({\frac {\mu }{2}}\right)=R\cdot \cos \left({\frac {180^{\circ }}{51}}\right)\\r&\approx 0{,}998103\cdot R\end{aligned}}}

## Höhe
Die Höhe {\displaystyle h} eines regelmäßigen 51-Ecks ergibt sich aus der Summe von Inkreisradius {\displaystyle r} und Umkreisradius {\displaystyle R}.
{\displaystyle h=R+r=R+R\cdot \cos \left({\frac {180^{\circ }}{51}}\right)=R\cdot \left(1+\cos \left({\frac {180^{\circ }}{51}}\right)\right)}
{\displaystyle h\approx 1{,}998103\cdot R}

## Flächeninhalt
Der Flächeninhalt eines Dreiecks berechnet sich allgemein {\displaystyle A_{\Delta }={\frac {1}{2}}a\cdot h_{a}}. Für die Berechnung des 51-Ecks werden die Ergebnisse der Seitenlänge {\displaystyle a} und des Inkreisradius {\displaystyle r} herangezogen, worin {\displaystyle r} für die Höhe {\displaystyle h_{a}} eingesetzt wird.
{\displaystyle a=R\cdot 2\cdot \sin \left({\frac {180^{\circ }}{51}}\right)}
{\displaystyle h_{a}=r=R\cdot \cos \left({\frac {180^{\circ }}{51}}\right)\;} daraus folgt für die Fläche eines Teildreiecks
{\displaystyle {\begin{aligned}A_{\Delta }&={\frac {1}{2}}\cdot R\cdot 2\cdot \sin \left({\frac {180^{\circ }}{51}}\right)\cdot R\cdot \cos \left({\frac {180^{\circ }}{51}}\right)\end{aligned}}\;} zusammengefasst ergibt sich
{\displaystyle A_{\Delta }=R^{2}\cdot \sin \left({\frac {180^{\circ }}{51}}\right)\cdot \cos \left({\frac {180^{\circ }}{51}}\right)}
{\displaystyle A_{\Delta }\approx 0{,}0614441\cdot R^{2}}
und für die Fläche des gesamten 51-Ecks
{\displaystyle A=51\cdot A_{\Delta }=51\cdot R^{2}\cdot \sin \left({\frac {180^{\circ }}{51}}\right)\cdot \cos \left({\frac {180^{\circ }}{51}}\right)}
{\displaystyle A\approx 3{,}133651\cdot R^{2}}

## Konstruktion
Wie oben in Regelmäßiges 51-Eck beschrieben, ist das 51-Eck als Konstruktion mit Zirkel und Lineal darstellbar. Da sich die Anzahl seiner Ecken aus der Multiplikation der beiden Fermatschen Primzahlen {\displaystyle 3} und {\displaystyle 17} ergibt, kann das regelmäßige 51-Eck durch eine Erweiterung einer bereits bekannten Konstruktion des Siebzehnecks gefunden werden. Die zwei Polygone Dreieck und Siebzehneck (deren Anzahl der Seiten entspricht den Fermatschen Primzahlen {\displaystyle 3} bzw. {\displaystyle 17}) werden im gemeinsamen Umkreis mit einem gemeinsamen Eckpunkt übereinander gelegt, so wie dies z. B. Johannes Kepler in seinem Werk WELT-HARMONIK in der Konstruktion des Fünfzehnecks aufzeigt. 
Als Basis für die Konstruktion kann prinzipiell eine der drei in Siebzehneck beschriebenen Methoden ausgewählt werden. Aus Gründen des sehr geringen erforderlichen Aufwands wird die Methode von Duane W. DeTemple, aus dem Jahr 1991, verwendet.

### Vorüberlegungen

Bild 1: Siebzehneck nach DeTemple, Vorüberlegungen (gepunktete Linien)

In der Zeichnung des Siebzehnecks nach Duane W. DeTemple (Bild 1) ist gut erkennbar, die Mittelsenkrechte ab {\displaystyle Q'} schneidet nicht nur den Kreisbogen {\displaystyle c_{2},} sondern auch den Umkreis. Wird dieser Schnittpunkt als {\displaystyle P_{34}} markiert, liegt er direkt neben dem Eckpunkt {\displaystyle P_{11}.} Damit ergibt sich der Zentriwinkel {\displaystyle P_{34}OP_{0}} mit der Winkelweite {\displaystyle 120^{\circ }} eines gleichseitigen Dreiecks, der quasi zum Zentriwinkel des Siebzehnecks {\displaystyle P_{0}OP_{1}} geometrisch im Uhrzeigersinn addiert ist. 
Folglich gilt für
Zentriwinkel {\displaystyle \theta _{1}} des Kreissektors {\displaystyle OP_{11}P_{0}}
{\displaystyle \theta _{1}={\frac {6}{17}}\cdot 360^{\circ }=127{,}0588235294117647\ldots ^{\circ },}
Zentriwinkel {\displaystyle \theta _{2}} des Kreissektors {\displaystyle OP_{11}P_{34}}
{\displaystyle \theta _{2}={\frac {6}{17}}\cdot 360^{\circ }-120^{\circ }=7{,}0588235294117647\ldots ^{\circ },} wegen
Zentriwinkel {\displaystyle \mu } des 51-Ecks
{\displaystyle \mu ={\frac {360^{\circ }}{51}}=7{,}0588235294117647\ldots ^{\circ }} gilt auch
{\displaystyle \theta _{2}=\mu .}
Somit ist die Strecke {\displaystyle {\overline {P_{11}P_{34}}}} eine Seitenlänge {\displaystyle a} und {\displaystyle P_{34}} ein Eckpunkt des gesuchten 51-Ecks.
Die Position des Eckpunktes {\displaystyle P_{34}} des 51-Ecks ergibt sich auch aus der Anzahl der Seitenlängen {\displaystyle a_{A}} die im Zentriwinkel {\displaystyle 120^{\circ }} enthalten sind 
{\displaystyle a_{A}={\frac {120^{\circ }}{7{,}0588235294117647}}=17,} daraus folgt
ausgehend von dem nicht mitgezählten Eckpunkt {\displaystyle P_{0},} entspricht der im Uhrzeigersinn 17. Eckpunkt dem Eckpunkt {\displaystyle P_{34}} der gegen den Uhrzeigersinn abgezählt ist.
Der 17. Eckpunkt des 51-Ecks liegt demnach, bezogen auf die Mittelachse {\displaystyle {\overline {QP_{0}}}}, genau gegenüber dem 34. Eckpunkt.

### Konstruktionsbeschreibung
Die, im Vergleich zum Original, geänderten Bezeichner im Bild 2 entsprechen denen der heute üblichen.

Bild 2: Erweiterung der Konstruktion des 17-Ecks nach Duane W. DeTemple zur Konstruktion des 51-Ecks durch Ergänzung der Ecken des gleichseitigen Dreiecks (- -) und Abtragen der dann noch fehlenden Punkte

- Zeichnen einer Geraden {\displaystyle x} (analytisch eine X-Achse) und bestimmen eines Punktes {\displaystyle M_{1}} darauf, den späteren Mittelpunkt des Polygons (analytisch ein Koordinatenursprung).
- Zeichnen eines Kreises als Umkreis (analytisch ein Einheitskreis) {\displaystyle C_{1}} um {\displaystyle M_{1}}. Es ergeben sich zwei Schnittpunkte, den Eckpunkt {\displaystyle P_{0}} des Polygons und der Gegenpunkt {\displaystyle B}.
- Errichten der Senkrechten {\displaystyle y} (analytisch eine Y-Achse) auf der Gerade {\displaystyle x} in {\displaystyle M_{1}}. Es ergibt sich der Schnittpunkt {\displaystyle Y_{0}}.
- Halbierung der Strecke {\displaystyle {\overline {BM_{1}}}} in {\displaystyle M_{2}}.
- Errichten der Senkrechte auf der Geraden in {\displaystyle M_{2}}. Die beiden Schnittpunkte mit {\displaystyle C_{1}} sind die Eckpunkte {\displaystyle P_{17}} und {\displaystyle P_{34}} des 51-Ecks.
- Zeichnen des Kreisbogens {\displaystyle C_{2}} um {\displaystyle M_{2}} mit dem Radius {\displaystyle {\overline {M_{2}P_{0}}}}. Der Schnittpunkt mit der Senkrechten ist {\displaystyle M_{Cc1}}.
- Nun wird um {\displaystyle M_{Cc1}} der erste Carlyle-Kreis {\displaystyle C_{C1}} durch den Punkt {\displaystyle Y_{0}} gezogen; die Schnittpunkte sind {\displaystyle X_{Cc1,1}} und {\displaystyle X_{Cc1,2}}.
- Die Strecke {\displaystyle {\overline {M_{1}X_{Cc1,1}}}} wird halbiert. Man erhält {\displaystyle M_{Cc2}}.
- Zeichnen eines zweiten Carlyle-Kreises {\displaystyle C_{C2}} um {\displaystyle M_{Cc2}} durch {\displaystyle Y_{0}}. Die Schnittpunkte mit x sind die Punkte {\displaystyle X_{Cc2,1}} und {\displaystyle X_{Cc2,2}} (letzterer nicht eingezeichnet, da er nicht weiter benötigt wird).
- Die Strecke {\displaystyle {\overline {M_{1}X_{Cc1,2}}}} wird halbiert. Man erhält {\displaystyle M_{Cc3}}.
- Zeichnen eines dritten Carlyle-Kreises {\displaystyle C_{C3}} um {\displaystyle M_{Cc3}} durch {\displaystyle Y_{0}}. Die Schnittpunkte mit x sind die Punkte {\displaystyle X_{Cc3,1}} und {\displaystyle X_{Cc3,2}} (letzterer ebenfalls nicht eingezeichnet, da er nicht weiter benötigt wird).
- Abtragen der Strecke {\displaystyle {\overline {M_{1}X_{Cc2,1}}}} auf {\displaystyle y} von {\displaystyle Y_{0}} aus ab. Man erhält Punkt {\displaystyle Y_{1}}
- Verbinden der Punkte {\displaystyle Y_{1}} und {\displaystyle X_{Cc3,1}} mit einer Strecke.
- Halbieren der Strecke {\displaystyle {\overline {Y_{1}X_{Cc3,1}}}}. Man erhält Punkt {\displaystyle M_{Cc4}}.
- Zeichnen eines vierten Carlyle-Kreises {\displaystyle C_{C4}} um {\displaystyle M_{Cc4}} durch {\displaystyle Y_{0}}.  Die Schnittpunkte mit x sind die Punkte {\displaystyle X_{Cc4,1}} und {\displaystyle X_{Cc4,2}} (letzterer nicht beschriftet, da er nicht weiter benötigt wird).
- Zeichnen eines Kreisbogens um  {\displaystyle X_{Cc4,1}} mit dem Umkreisradius {\displaystyle {\overline {M_{1}B}}}. Die Schnittpunkte mit dem Umkreis {\displaystyle C_{1}} sind die zwei zu {\displaystyle P_{0}} benachbarten Punkte des 17-Ecks und damit die Punkte {\displaystyle P_{3}} und {\displaystyle P_{48}} des 51-Ecks.
- Durch wiederholtes Abtragen der Strecke {\displaystyle {\overline {P_{0}P_{3}}}} auf dem Umkreis {\displaystyle C_{1}}, beginnend mit {\displaystyle P_{0}}, erhält man die fehlenden Punkte eines regelmäßigen 17-Ecks. Bis hierhin entspricht die Konstruktion der des 17-Ecks.
- Durch wiederholtes Abtragen der Strecke {\displaystyle {\overline {P_{0}P_{3}}}} auf dem Umkreis {\displaystyle C_{1}}, ausgehend von den Punkten {\displaystyle P_{17}} (blau) und {\displaystyle P_{34}} (rot), erhält man alle noch fehlenden Eckpunkte des 51-Ecks, welche miteinander zum 51-Eck verbunden werden können.

## Vorkommen
Architektur

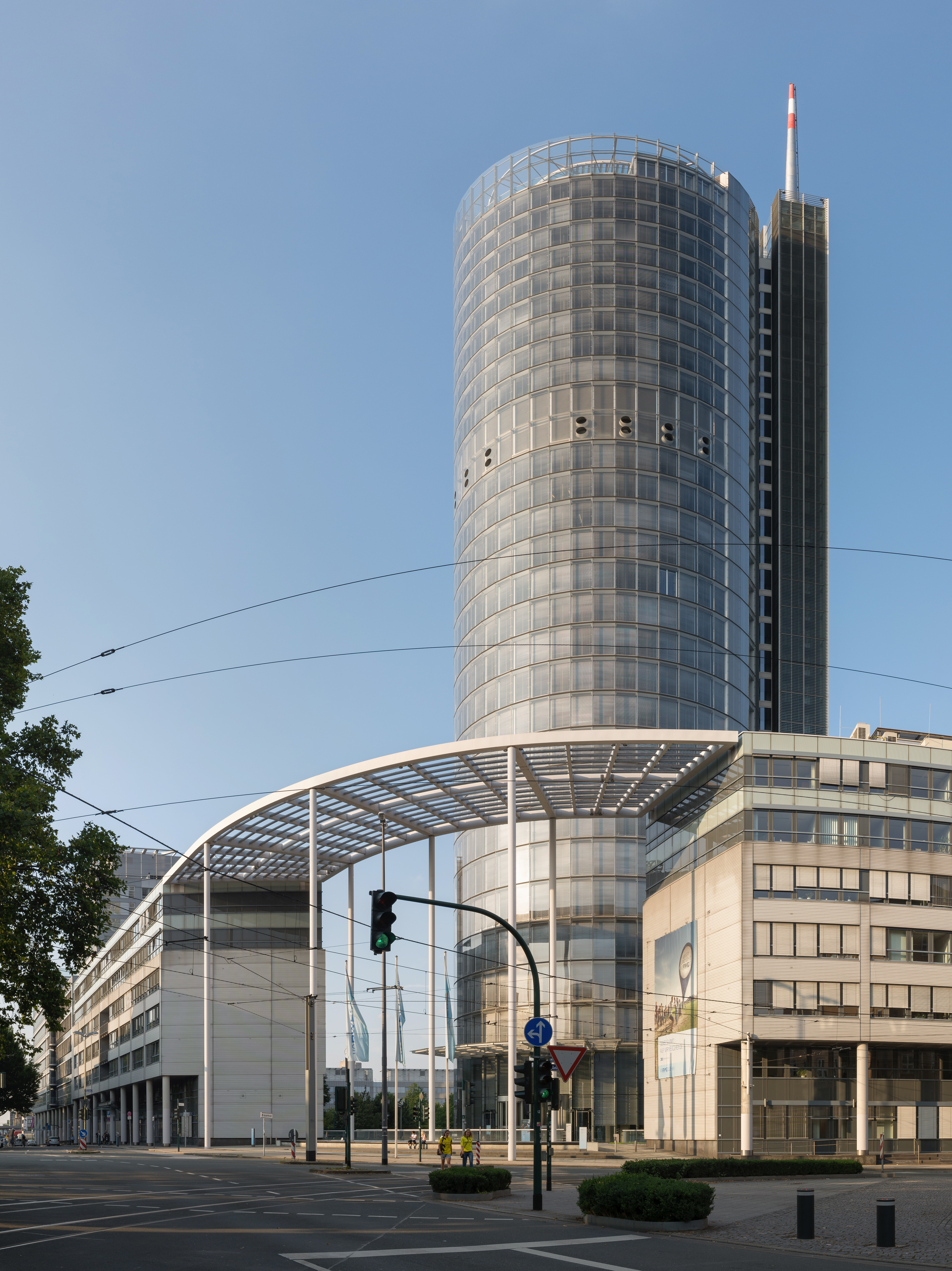
RWE-Turm in Essen

Der Querschnitt des RWE-Turms in Essen ist ein regelmäßiges 51-Eck.